# Nauo
I Nauo (compitazione alternativa Nawu/Nhawu) sono un gruppo di aborigeni australiani originari della porzione centro-meridionale della penisola di Eyre, in Australia Meridionale.

## Storia
Già negli anni '30 del XX secolo l'antropologo Norman Tindale non riuscì a trovare alcun appartenente a questo popolo durante le sue ricerche nell'area, dovendo affidarsi per ottenere informazioni sui Nauo principalmente ad esponenti delle popolazioni confinanti di Wirangu e Barngarla: secondo Tindale, le terre ancestrali dei Nauo erano rappresentate da un'area dell'estensione di circa 21000 km² comprendente la punta meridionale della penisola di Eyre, una piccola parte della fascia costiera sud-orientale di quest'ultima (fino più o meno a Cleve e le propaggini occidentali di Cowell) e la sua fascia occidentale a nord fino alle coste meridionali di Streaky Bay.

È stato ipotizzato che in passato l'areale occupato dai Nauo si spingesse ulteriormente a nord fino a Port Augusta e ai Gawler Ranges: la spinta da nord-est parte dei Barngarla (a loro volta scacciati dalle proprie terre dai coloni) causò la compressione dell'areale originario: già prima dell'arrivo ufficiale dei coloni, tuttavia, i Nauo erano verosimilmente sotto pressione a causa dei raid da parte dei balenieri, cacciatori di foche e degli evasi delle colonie penali tasmaniane, che già da alcuni decenni stabilivano fondachi temporanei sulle coste meridionali dell'isola-continente, rapendo le donne per farne le proprie compagne (Louis de Freycinet parla di una donna Nauo coniugata a un baleniere viveva sull'Isola dei Canguri negli anni '20 del XIX secolo, in una comunità che contava anche numerose donne tasmaniane) e diffondendo inconsapevolmente malattie nelle comunità.
Tali rapporti burrascosi coi bianchi potrebbero in parte spiegare l'incrollabile ostilità che i Nauo continuarono a mostrare dal 1836 con l'apertura della penisola di Eyre ai coloni bramosi di terre per l'agricoltura e la pastorizia in poi: gli incidenti furono numerosi, sovente con esiti fatali dall'una e dall'altra parte.
Nel maggio del 2018 un gruppo di sette anziani Nauo, in collaborazione con due antropologi locali, presentarono una lezione sulla storia aborigena dell'area di Coffin Bay allo yacht club locale.

### Il massacro di Waterloo Bay

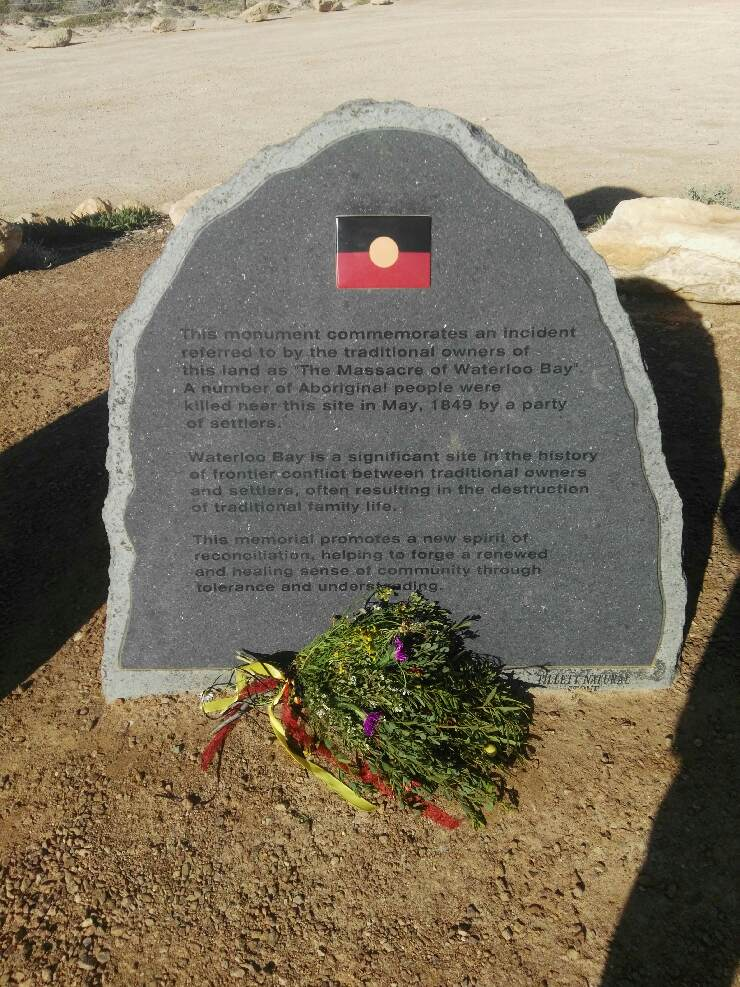
Targa commemorativa del massacro di Waterloo Bay.

Il massacro di Waterloo Bay (in inglese Waterloo Bay massacre), indicato anche come l'incidente di Waterloo Bay o il massacro di Elliston, è stato un episodio di violenza ancora molto controverso avvenuto fra i coloni e gli aborigeni dell'area di Waterloo Bay nel maggio del 1849. La mancanza di fonti scritte o testimonianze affidabili circa l'evento hanno fatto sì che ancora oggi sia in corso una battaglia legale per ottenerne il riconoscimento.
Fra il giugno del 1848 ed il maggio 1849, nell'ambito dei conflitti su più vasta scala che stavano coinvolgendo i coloni della zona intenzionati a prendere possesso delle terre e le popolazioni aborigene che vi vivevano da decine di migliaia di anni, cominciarono a verificarsi con maggiore frequenza schermaglie nella municipalità di Elliston, abitata dai Nauo, oltre che da comunità di Kokatha e Wirangu.

Il 23 giugno John Hamp, manutentore dell'allevamento ovino di Stony Point, venne trovato morto trafitto da una lancia: in agosto, negli stessi terreni, un sorvegliante uccise sparando almeno un aborigeno mentre un gruppo di nativi stava rubando dei panni stesi ad asciugare. Nel maggio dell'anno successivo cinque aborigeni (due adulti, due bambini e un infante) morirono per avvelenamento dopo aver rubato del cibo preparato con farina avvelenata da un ranch a Yeelanna: l'uomo al quale la farina era stata rubata venne arrestato con l'accusa di omicidio e, in seguito rilasciato, salpò per gli Stati Uniti. Tale episodio avrebbe, secondo il capo della polizia del tempo, provocato almeno altri due attacchi ai coloni durante il mese successivo, il 3 maggio fu il colono James Rigby Beevor ad essere trafitto da una lancia, e quattro giorni dopo anche la vicina Annie Easton seguì la stessa sorte, con il figlio in fasce ritrovato sano e salvo a fianco al corpo esanime della madre.

Gli eventi che ne susseguirono sono scarsamente documentati e ancora frutto di controversie fra i discendenti dei coloni e la comunità aborigena locale. I racconti tramandati di generazione in generazione fra i Nauo parlano di un grande massacro avvenuto sulla scogliera di Waterloo Bay e anche fra i coloni circolavano già alla fine del XIX secolo voci riguardanti l'uccisione di 260 aborigeni sulla scogliera come ritorsione: il resoconto ufficiale parla di un gruppo di lavoratori di una station locale che, guidati dal proprietario di quest'ultima all'inseguimento di un gruppo di aborigeni che aveva tentato di rubare vettovaglie da uno degli alloggi, li raggiunsero dopo una schermaglia a suon di colpi di fucile e lance fino alla scogliera, dove ne uccisero tre e ne catturarono un numero imprecisato mentre tentavano di fuggire fra i massi. Sia il capo della polizia che il commissario governativo in carica scrissero un rapporto sull'incidente, senza tuttavia menzionare un numero elevato di morti: quest'ultimo, tuttavia, menziona che il 16 maggio 1849 ben tre squadre di volontari stavano rastrellando i dintorni alla ricerca degli assassini di Beevor e Easton.
In settembre, un gruppo di aborigeni della zona venne tradotto ad Adelaide per essere sottoposti a processo, dove due di essi vennero dichiarati colpevoli dell'omicidio di Beevor e giustiziati per impiccagione di fronte al capanno di quest'ultimo, altri tre vennero accusati dell'omicidio della Easton e in seguito assolti per mancanza di prove e il resto venne incriminato per l'episodio avvenuto alla station. Non molto tempo dopo, altri due aborigeni vennero arrestati a Port Lincoln per l'omicidio di Hamp: giudicati colpevoli e condannati a morte, vennero in seguito scagionati e rilasciati quando vennero avanzati dubbi sull'attendibilità dei testimoni. Nel febbraio del 1852 un altro uomo venne arrestato con la stessa accusa e inviato ad Adelaide per essere processato, ma anch'egli venne rilasciato per mancanza di prove: costretto a ritornare a casa a piedi, venne ucciso da un gruppo di quattro uomini di un gruppo rivale del quale stava attraversando il territorio.

Il 14 agosto 1880 venne pubblicato sull'Adelaide Observer il resoconto degli eventi di quegli anni da parte del giornalista, avventuriero e predicatore itinerante Henry John Congreve, i quali contenevano tuttavia numerose inaccuratezze (un singolo uomo aborigeno veniva accusato di quattro omicidi, il figlio della Easton veniva dato per morto anch'esso, descriveva gli aborigeni come radunati sulla scogliera e costretti a saltare giù) delle quali i lettori domandarono all'editore di chiedere conto, al che Congreve rispose che il resoconto non voleva avere carattere di documento storico.

Il 17 giugno 1882 lo stesso giornale pubblicò una storia breve a cura di Ellen Liston che narrava la storia romanzata di Annie Easton (che nel racconto era incinta e perdeva il bambino a causa dell'attacco, non rimanendo essa stessa uccisa) e descriveva la crociata dei lavoratori agricoli della zona contro i nativi. Tale storia godrà di un certo successo e verrà ristampata più volte.

Agli inizi del XX secolo gli eventi di Elliston circolavano ancora insistentemente sotto forma di leggenda locale in verie versioni, in genere accomunate dalle modalità di esecuzione di Hamp (che secondo i racconti venne decapitato e trovato dal figlio), dal resoconto di un alto numero di morti aborigeni e dal fatto che costoro fossero stati radunati sulla scogliera prima di essere giustiziati. Nel 1915, un poliziotto in pensione pubblicò i propri diari sul South Australian Register, aggiungendo a questa versione il fatto che il figlio di Hamp venne sequestrato dagli aborigeni per tre mesi. Nel 1926, il reporter locale Archie Beviss dichiarò di aver avuto notizie di prima mano da persone presenti al massacro, fra cui il summenzionato figlio del manutentore Hamp (che aveva 16 anni al momento della morte del padre, la cui testa tagliata via con un saracco sarebbe stata trovata in un pentolone) e dal detective James Geharty che investigò sugli omicidi (il quale asserisce che in seguito alla morte della Easton si radunò una milizia di 160 uomini e che 260 aborigeni vennero radunati e uccisi sulla scogliera, che venne chiamata Waterloo Bay proprio in seguito all'evento): anche la versione di Beviss contiene alcune incongruenze, come ad esempio il fatto che egli implichi la presenza del marito della Easton fra i giustizieri (l'uomo si trovava in quel momento ad Adelaide, e non fece più ritorno a Elliston), tuttavia sia Geharty che il giovane Hemp continueranno a sostenerla fino alla morte.

A partire dalla fine degli anni '20 il concetto di "massacro" di Waterloo Bay cominciò ad essere messo in discussione, col numero di morti dalla parte aborigena che venne ritenuto eccessivo e da ridimensionare.
Nel 1970 venne avanzata la proposta di collocare una stele commemorativa degli eventi del 1846, parte di una campagna più ampia atta a ricordare in maniera luttuosa il bicentenario dello sbarco di James Cook a Botany Bay: il permesso venne inizialmente negato dalla municipalità di Elliston, che in seguito si dichiarò disposta a fare qualcosa del genere a patto prima che venissero forniti dati certi sull'esistenza di un massacro, e poi che il monumento venisse intitolato più genericamente ai nativi morti durante i primi anni della colonizzazione europea dell'area e posto altrove. La questione venne portata sulle pagine del The Adverstiser, portando ad un'ampia risposta popolare con persone di diversi punti di vista che scrissero al giornale.

Nel 1971 venne eretta una piccola stele in granito sul luogo dove Hamp venne ucciso, e poco dopo targhe commemorative vennero apposte dove vennero uccisi Beevor e la Easton, sulla tomba di quest'ultima e sull'albero dove vennero impiccati i presunti esecutori dell'omicidio di Beevor: bisognerà aspettare il 19 maggio del 2017 perché a Waterloo Bay venisse affissa una targa commemorativa del massacro (non senza polemiche da parte dei discendenti dei coloni dell'area).

L'evento è stato salutato con gioia dalla comunità nativa locale, che aveva evitato Elliston come zona tabù fin dall'episodio in questione: il lavoro svolto dalla municipalità per far sì che il massacro fosse riconosciuto ha fatto sì che essa sia stata insignita del National Local Government Awards del 2018, per la categoria Promoting Indigenous Recognition. Il sindaco di allora, Kym Callaghan, ha in seguito dichiarato di aver dovuto affrontare numerosi episodi di odio durante il processo, ed ha attribuito almeno parzialmente la sua sconfitta nelle successive elezioni al suo ruolo nel progetto (per il quale ha tuttavia espresso grande orgoglio ed ha ricevuto nel 2021 la Medaglia dell'Ordine dell'Australia).

## Lingua
La lingua Nauo, idioma originale parlato dalle genti appartenenti ai Nauo, si è estinta durante il XX secolo, con nessun parlante dal 1975: a partire dalle poche dozzine di parole registrate e trascritte dal missionario luterano Clamor Wilhelm Schürmann nel 1879 il MLT (Mobile Language Team) dell'università di Adelaide ha cominciato un'opera di rivitalizzazione della lingua, della quale si contano attualmente circa 300 vocaboli e che parrebbe mostrare similitudini con la lingua Wirangu.
I Nauo erano conosciuti con una serie di altri nomi:
- Battara (Eucalyptus leucoxylon)
- Gnowoo
- Hilleri[23]
- Kadu ("uomo")
- Kartawongulta (nome della lingua Nauo)[3]
- Ngao/Njau/Njao (esonimo del 1939), Nawo/Naua/Nowo
- Wiljaru/Willuro (esonimo Barngarla dal significato di "occidentali")

## Mitologia
Il mito di fondazione dei Nauo narra che l'intero popolo venne in tempi immemori sottomesso dal potente guerriero Willoo, che dopo aver ucciso tutti gli uomini cercò di possedere tutte le donne. Gli unici due uomini sfuggiti al massacro furono Karkantya e Poona, che si erano rifugiati in cima a un albero: una volta venutone a conoscenza, Willoo cercò di raggiungerli per sbarazzarsi anche di loro, ma essendo più grosso e pesante ruppe il ramo sul quale stava arrampicandosi cadendo rovinosamente al suolo e venendo evirato da un dingo di passaggio, morendo dissanguato e reincarnandosi immediatamente come aquila codacuneata.
Un'altra leggenda vuole che una piccola lucertola causò la nascita dei sessi: gli uomini conoscono l'animale col nome di ibirri e ne cacciano solo i maschi, mentre le donne lo designano col nome di waka e ne cacciano unicamente le femmine.
Secondo i Nauo, gli spiriti dei morti albergano nelle isole del Golfo di Spencer.